# Тамэсивари
Тамэсивари (яп. 試し割り) — разбивание твёрдых предметов незащищёнными частями тела, практикуемое в японских боевых искусствах (карате). В корейских боевых искусствах, в частности, в тхэквондо, называется «кёкпха». Не являясь основной целью карате, тамэсивари, тем не менее, очень важно, поскольку является индикатором развития силы и техники в боевом искусстве, позволяет развить мощность удара. Тамэсивари требует исключительного чувства равновесия, техники, спокойствия и концентрации силы духа, кроме того, что важно для спортсменов, повышает самооценку и веру в свои силы.

## История
На заре развития спортивного карате поединки проводились в бесконтактной форме, и оценить реальную силу удара спортсменов не представлялось возможным. В этих условиях демонстрация тамэсивари позволила как сравнивать силу удара разных спортсменов, так и оценивать свой личный прогресс в изучении боевого искусства.
Во время своего американского турне Масутацу Ояма избрал тамэсивари в качестве одного из элементов демонстрации силы карате.
В настоящее время тамэсивари применяется как составная часть соревнований по некоторым стилям карате и при сдаче экзаменов на мастерские степени в некоторых боевых искусствах.
Проводятся и отдельные соревнования по тамэсивари. В частности, в Киокусинкай наиболее распространены соревнования, где доски стандартного размера разбиваются четырьмя техническими действиями: ударом кулака (сейкен), ребром ладони (сюто), локтем (хидзи) и пяткой ноги (какато). Победитель определяется по совокупному количеству разбитых досок в удачных попытках.
До 2015 года различные дисциплины вида спорта Киокусинкай применяли различную транскрипцию термина на русский язык (тамесивари, тамешивари, тамэшивари, тэмисивари). С 2015 года во Всероссийском реестре видов спорта для этого соревновательного раздела вида спорта Киокусинкай закреплено единое название «тамэсивари» для всех дисциплин.

## Техника
Успешное выполнение тамэсивари зависит от следующих факторов:
- Ударная часть тела должна быть соответственно подготовлена как технически (привычка к правильному положению и движению), так и физически («набита»).
- Удар должен приходиться на точку предмета, которая обеспечивает равные силы реакции опор в момент удара.
- Площадь ударной поверхности должна быть минимальной для концентрации силы удара на малом участке.
- Скорость, развиваемая ударной частью тела, должна быть максимальной.
- Удар должен наноситься под прямым углом к поверхности разбиваемого предмета.

## Материалы
Наиболее распространёнными материалами для разбивания являются доски хвойных пород, применяемые на соревнованиях благодаря их сравнительно невысокой прочности. Размеры досок могут быть различными. Например, в Киокусинкай используются доски размером 30,5 × 20,3 × 2,5 см. В Сётокане используются доски размером 40 × 40 сантиметров. Могут применяться доски и других размеров.
Благодаря своей однородности для тамэсивари часто применяются шлакоблоки и блоки из пенобетона. На показательных выступлениях применяются ледяные блоки — будучи относительно однородными они разрушаются весьма эффектно. Достаточно сложным является разбивание кирпича. Наиболее сложным объектом для тамэсивари является природный камень.
В качестве экзотических предметов на показательных выступлениях применяются бутылки (отсечение горлышка ударом ребра ладони), бейсбольные биты, керамические кувшины; также на выступлениях тамэсивари предметы могут поливать горючими жидкостями и поджигать, тем самым повышая зрелищность.
Следует отметить, что для различных материалов существуют различные процедуры подготовки разбиваемого предмета, которые помогают свести травматизм к минимуму, поэтому проведение тамэсивари без опытного инструктора может быть крайне травмоопасным.